# 2103 Laverna
A 2103 Laverna (ideiglenes jelöléssel 1960 FL) a Naprendszer kisbolygóövében található aszteroida. A La Plata obszervatóriumban fedezték fel 1960. március 20-án.